# Otar Gabelia
Otar Ambrosis dze Gabelia (georgiska: ოთარ ამბროსის ძე გაბელია; ryska: Отари Амвросиевич Габелия, Otari Amvrosjevitj Gabelija) född 24 mars 1953 i Zugdidi i Georgiska SSR (idag Georgien) är en georgisk före detta fotbollsspelare och numer fotbollstränare. År 2009 utnämndes Gabelia till Georgiens U21-herrlandslag i fotbolls huvudtränare. Han avgick efter två raka förluster mot Spaniens U21-landslag i september 2011.

## Meriter
- Sovjetisk mästare i fotboll: 1978.
- Sovjetiska cupvinnare: 1979
- Vinnare av cupvinnarcupen i fotboll: 1981
- Årets målvakt i Sovjetunionen: 1979